# Mesocyclops pehpeiensis
Mesocyclops pehpeiensis är en kräftdjursart som beskrevs av Hu 1943. Mesocyclops pehpeiensis ingår i släktet Mesocyclops och familjen Cyclopidae. Inga underarter finns listade i Catalogue of Life.